# 加藤万吉
加藤 万吉（加藤萬吉、かとう まんきち、1926年12月11日 - 2008年9月12日）は、日本の政治家、労働運動家。衆議院議員（8期）。

## 経歴
神奈川県茅ヶ崎市出身。東京電機学校（現在の東京電機大学）を卒業。
日本労働組合総評議会（総評）常任幹事を務めるなどした後、1967年の第31回衆議院議員総選挙旧神奈川3区に日本社会党公認候補として出馬し、初当選。以後8回連続当選を果たす。
代議士としては1986年に衆議院沖縄及び北方問題に関する特別委員会委員長を務め、社会党では選挙対策委員長を務めた。
1996年の第41回衆議院議員総選挙には出馬せず、政界を引退した。
1997年春の叙勲で勲二等旭日重光章受章。
2008年9月12日、心不全のため茅ヶ崎市内の病院にて死去、81歳没。死没日をもって正四位に叙される。

## 政策
- 選択的夫婦別姓制度導入に賛同。